# Thảm sát nhà tù Phú Lợi
Thảm sát nhà tù Phú Lợi là vụ đầu độc tù chính trị tại nhà tù Phú Lợi, tỉnh Bình Dương vào những ngày cuối tháng 11 đầu tháng 12 năm 1958 làm hàng ngàn tù nhân ngộ độc trong đó có nhiều người chết và hôn mê bất tỉnh. Theo ghi nhận của Việt Nam Dân chủ Cộng hòa, đã có hơn một ngàn tù chính trị đã thiệt mạng ngay trong ngày 01-12-1958.

## Bối cảnh
Trong những năm 1955-1963, chính quyền Việt Nam Cộng hòa dưới thời Tổng thống Ngô Đình Diệm tổ chức chiến dịch Tố Cộng diệt Cộng để loại bỏ các thành phần có liên hệ Việt Minh và các thành phần chống đối tại miền Nam. Trại tập trung Phú Lợi thuộc tỉnh Thủ Dầu Một cách Sài Gòn 33 km, rộng 120 mẫu tây, xung quanh có tường cao 3 thước. Hệ thống canh phòng gồm 12 tháp canh. Tống số tù nhân (có cả trẻ em và người già) là trên 6.000 người, gồm đủ các thành phần xã hội: lao động, trí thức, giáo sư, học sinh, tư sản dân tộc, các giáo phái, các nhân sĩ đã tham gia phong trào hòa bình Sài Gòn – Chợ Lớn năm 1954 và phong trào cứu tế nạn nhân năm 1955, cũng có những người không hề tham gia kháng chiến trước. Trại tập trung này có tên chính thức là Trung tâm huấn chính trung ương. Tình trạng tử hình tù nhân không qua xét xử thường xuyên xảy ra tại đây. Các tù nhân bị đối xử tàn tệ và bị giam giữ dù không có án. Để làm tù nhân mất tinh thần phản kháng, cuộc thảm sát đã được tổ chức đúng ngày 01-12-1958.

## Diễn biến
Hôm đó như thường lệ, đến bữa ăn tù nhân cùng nhau ra ăn cơm nhưng vừa ăn xong thì ai nấy đều ôm bụng kêu la, nằm xuống dẫy dụa, trong đó còn có những người thể chất yếu, trúng độc mạnh sẽ chết ngay. Nhận thấy rằng nhà cầm quyền miền Nam bỏ thuốc độc, cả trại náo động kêu la ầm ỹ đòi cai ngục mở cửa nhà giam cứu chữa nhưng các cai ngục đã được chỉ thị ra lệnh cho lính khóa chặt các cửa nhà giam, đồng thời bủa lính bao vây trại, canh giữ nghiêm ngặt các ngả đường ra vào. Để phản kháng, một số tù nhân đã cố đu người lên xà nhà dỡ nóc nhà trèo lên kêu cứu, đòi chính quyền miền Nam phải đem thuốc men cứu chữa nhưng lực lượng cai ngục đã sử dụng súng để bắn giết những người này. Chỉ trong ngày 01-12 hơn 1.000 tù nhân đã chết, số còn lại thì nằm mê man bất tỉnh. Đến ngày 02-12, số người chết tiếp tục tăng lên. Chính quyền Ngô Đình Diệm và các cố vấn Hoa Kỳ đã lập tức điều động thêm về Phú Lợi một trung đoàn bộ binh bao vây chặt chẽ trại tập trung, lùng khắp các xóm làng lân cận, hạ lệnh giới nghiêm, cấm nhân dân tụ họp bàn tán. Họ cho xe vòi rồng đến phun nước đàn áp cuộc phản kháng của tù nhân. Từ sân tập bắn, hàng loạt súng liên thanh nổ dồn vào phía các nhà giam. Để phi tang các xác chết, lực lượng của Ngô Đình Diệm đã phun xăng dầu vào trại và đốt, khiến số thương vong tăng lên. Đồng thời, chính quyền Ngô Đình Diệm ra lệnh cấm báo chí không được đưa tin về cuộc thảm sát. Cuối cùng chính quyền miền Nam lại tung tin là các tù nhân uống thuốc độc tự tử để đánh lừa dư luận.